# Mauritánia az 1984. évi nyári olimpiai játékokon
Mauritánia az egyesült államokbeli Los Angelesben megrendezett 1984. évi nyári olimpiai játékok egyik részt vevő nemzete volt. Az országot az olimpián 1 sportágban 2 sportoló képviselte, akik érmet nem szereztek. Mauritánia első alkalommal vett részt az olimpiai játékokon.

## Birkózás
Szabadfogású
| Versenyző      | Versenyszám | Vigaszágas kiesés                                                     | Vigaszágas kiesés | 5. helyért        | Bronz- mérkőzés   | Döntő             | Helyezés    |
| Versenyző      | Versenyszám | Ellenfél Eredmény                                                     | Hely.             | Ellenfél Eredmény | Ellenfél Eredmény | Ellenfél Eredmény | Helyezés    |
| -------------- | ----------- | --------------------------------------------------------------------- | ----------------- | ----------------- | ----------------- | ----------------- | ----------- |
| Mamadou Diallo | 90 kg       | B csoport · Macauley Appah (NGR) · 5–6 · Noel Loban (GBR) · kétvállas | 7.                | kiesett           | kiesett           | kiesett           | helyezetlen |
| Oumar Samba Sy | 100 kg      | A csoport · Georgios Poikilidis (GRE) · passzivitás · nem indult      | 6.                | kiesett           | kiesett           | kiesett           | helyezetlen |